# Majorana-fermion
Indenfor partikelfysik er en Majorana-fermion (/maɪəˈrɑːnə/) eller Majorana-partikel en fermion, der er sin egen antipartikel. De blev hypotetiseret af Ettore Majorana i 1937. Udtrykket bruges nogle gange i opposition til Dirac-fermion, som beskriver fermioner, der ikke er deres egne antipartikler.
Med undtagelse af neutrinoer er alle standardmodellens elementære fermioner kendt for at opføre sig som Dirac-fermioner ved lav energi (lavere end den elektrosvage symmetribrudtemperatur), og ingen er Majorana-fermioner. Neutrinoers "natur" er ikke fastlagt - de er muligvis ikke hverken Dirac- eller Majorana-fermioner.
Indenfor fysik af kondenserede stoffer kan kvasipartikel-excitationer se ud som bundne Majorana-tilstande. Men i stedet for en enkelt elementarpartikel er Majorana-fermioner den kollektive bevægelse af flere individuelle partikler (selv sammensatte), som er styret af ikke-abelske statistikker.

## Majorana-bundne tilstande
I superledende materialer kan en kvasipartikel opstå som en Majorana-fermion (ikke-fundamental), mere almindeligt omtalt som en Bogoliubov-kvasipartikel i fysik af kondenseret stof. Dens eksistens bliver mulig, fordi en kvasipartikel i en superleder er dens egen antipartikel.
Matematisk pålægger superlederen elektronhul-"symmetri" på kvasipartikel-excitationerne, og relaterer skabelsesoperatoren {\displaystyle \gamma (E)} ved energi {\displaystyle E} til annihilationsoperatoren {\displaystyle {\gamma ^{\dagger }(-E)}} ved {\displaystyle -E}. Majorana-fermioner kan bindes til en defekt ved nul energi, og derefter kaldes de kombinerede objekter Majorana-bundne tilstande eller Majorana-nul tilstande. Dette navn er mere passende end Majorana-fermion (selvom skelnen ikke altid er lavet i litteraturen), fordi statistikken for disse objekter ikke længere er fermionisk. I stedet er de Majorana-bundne tilstande et eksempel på ikke-abelske anyoner: udveksling af dem ændrer systemets tilstand på en måde, der kun afhænger af den rækkefølge, i hvilken udvekslingen blev udført. De ikke-abelske statistikker, som Majorana bundne stater besidder, gør det muligt at bruge dem som byggesten til en topologisk kvantecomputer.
En kvantehvirvel i visse superledere eller supervæsker kan fange midgap-tilstande, som er en kilde til Majorana-bundne tilstande. Shockley-tilstande ved endepunkterne af superledende ledninger eller linjedefekter er en alternativ, rent elektrisk, kilde. En helt anden kilde bruger den fraktionelle kvante Hall-effekt som en erstatning for superlederen.